# Língua manchu
A língua manchu (ᠮᠠᠨᠵᡠ
ᡤᡳᠰᡠᠨ, manju gisun) é uma língua tungúsica falada no Nordeste da República Popular da China, na região da Manchúria. Porém, hoje o povo da Manchúria fala o mandarim, idioma oficial da República Popular da China. São menos de setenta os nativos falantes da Manchúria. Isso significa que a língua manchu pode desaparecer daqui a algumas décadas. Os únicos que sabem manchu são idosos.

## Características
É um idioma derivado do jurchens que apresenta muitas palavras tomadas da língua mongol e do mandarim; trata-se de uma língua aglutinante com uma harmonia de vogais limitada. A escrita é no sentido vertical, derivada do alfabeto mongol, que, por sua vez, se deriva do alfabeto aramaico, passando pelos alfabetos da língua uigur e o de origem sogdiana. O gênero gramatical é feito pela inflexão de vogais, como na língua russa ou no hindi.

## História
Os europeus, em seus primeiros contatos com o Extremo Oriente, conheceram, inicialmente, o idioma manchu, antes de tomar contato com a língua chinesa. O manchu era a língua primeira e principal da dinastia Qing, mas, no século XIX, essa língua começou a desaparecer. Permaneceu ainda até o fim dessa dinastia, em 1912, convivendo, com o mandarim nos documentos da corte. Na Cidade Proibida ainda são encontrados escritos bilíngues em manchu e em mandarim. Nos estudos da dinastia Qing são muito utilizados escritos em manchu.
Os manchus, em sua maioria, falam o mandarim. Existe a língua xibe, falada por cerca de 40 000 pessoas, que é praticamente idêntica ao manchu, mas falada por etnia diversa da manchu nas províncias de Liaoning e no noroeste, em Xinjiang.
Mesmo na região onde era a Manchúria, poucos ainda falam o manchu e, nas áreas mais influenciadas pela cultura chinesa, não há mais falantes dessa língua. Os atuais guardiães do idioma manchu são os xibes que vivem na área do vale do rio Lli, em Xinjiang, para onde foram mandados pelo imperador Qianlong em 1764. A atual língua sibe (xibe) é bem similar ao manchu, com pequenas diferenças de escrita e pronúncia. Os sibes, porém, se consideram totalmente separados dos manchus.
Nos últimos anos, várias administrações regionais por toda a República Popular da China incentivaram o ensino do manchu.

## Escrita

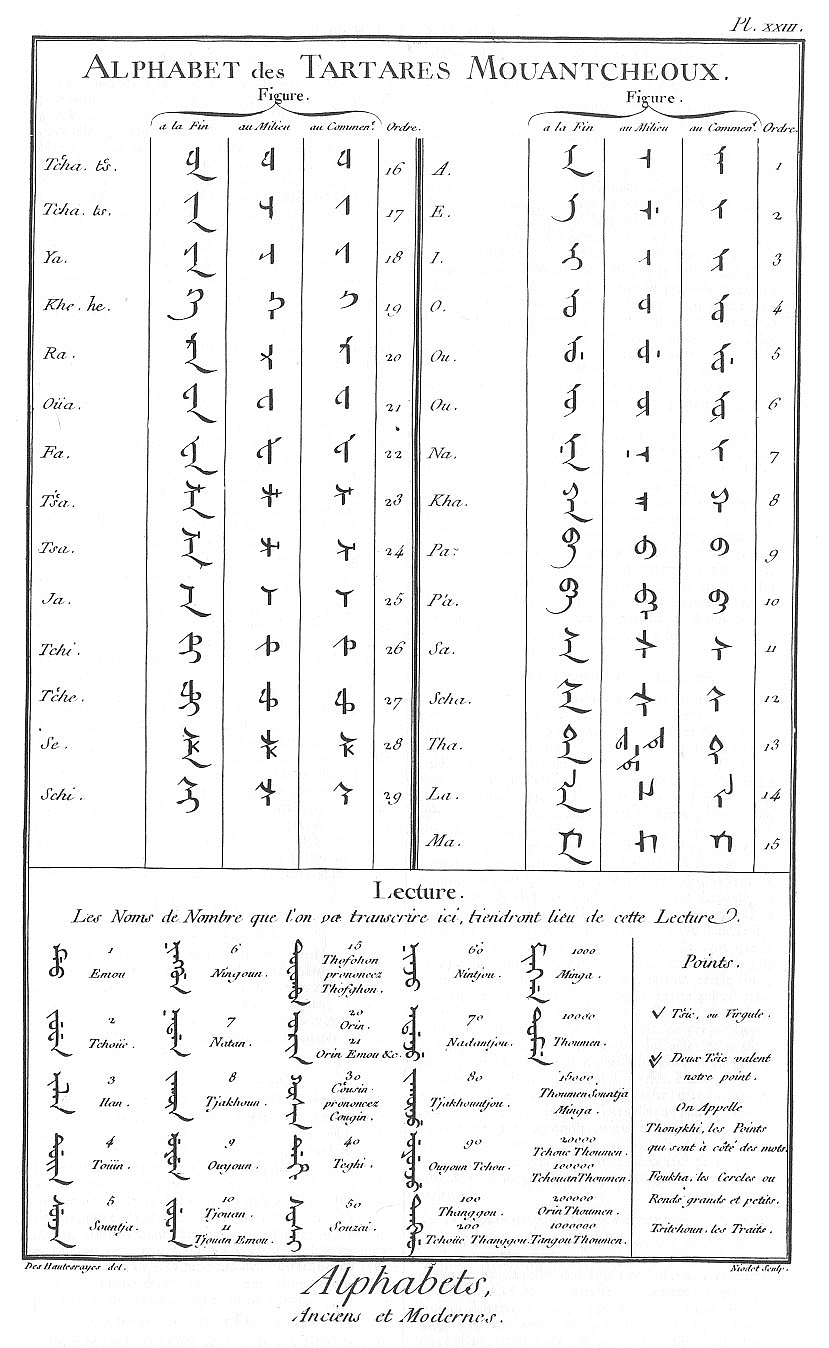
Alfabeto manchu

A língua manchu usa o alfabeto manchu, derivado do mongol, escrito em colunas verticais, de cima para baixo, esquerda para direita. O mesmo apresenta:
- seis vogais, cada uma com quatro formas que dependem de sua posição na palavra (isolada, inicial, medial, final)
- dezenove consoantes, idem acima, porém inicial, medial, final
- sete ligaduras, conjuntos CV
- sete letras para uso em sons chineses
- tem também dez algarismos

Porém esse idioma é também romanizado (usa o alfabeto latino) conforme desenvolvido por Paul Georg von Möllendorff na sua gramática manchu.

## Fonologia
O manchu clássico escrito pode ser considerada uma língua de “sílabas abertas”, uma vez que a última consoante que aparece de forma regular no fim da palavra é o n, no que é similar ao japonês. Assim, como em telugo e em italiano, quase todas as palavras terminam em vogal. Em algumas palavras, como ilha ("flor") e abka ("paraíso"), há vogais separadas por grupos de consoantes. Porém, na maioria dos casos, entre vogais fica tão somente uma consoante. Essa estrutura de sílaba aberta não está presente em todas as formas dialetais de manchu, porém aparece no dialeto do sul, que é base para a língua escrita. A tendência para sílabas abertas do manchu foi sempre crescente ao longo dos muitos séculos da escrita da qual existem registros. Por exemplo, conjuntos de consoantes como em abka ("chuva", "paraíso") e abtara-mbi ("gritar", "chorar", "causar comoção", "comover") foram, com o tempo, simplificados para aga ou aha (agora somente "chuva") e atara-mbi (agora somente "causar comoção").

### Consoantes manchus
Sons romanizados
|                                      |                        | ConsoanteLabial | Consoante Dental | Consoante Palatal | Consoante Velar |
| ------------------------------------ | ---------------------- | --------------- | ---------------- | ----------------- | --------------- |
| Consoante Nasal                      | Consoante Nasal        | m               | n                | ɲ 1               | ŋ ²             |
| Consoante Interromp. e Não fricativa | Consoante Muda (fraca) | p               | t                | ʧ ³               | k               |
| Consoante Interromp. e Não fricativa | Sonora                 | b               | d                | ʤ 4               | g               |
| Consoante Fricativa                  | Consoante Fricativa    | f               | s                | ʃ 5               | x 6             |
| Consoante "Rhotica"                  | Consoante "Rhotica"    |                 | r                |                   |                 |
| Consoante Aproximante                | Consoante Aproximante  |                 | l                | j 7               | w               |

1. Romanizada como <ni>
2. Romanizada como <ng>
3. Romanizada como <c> ou <ch>
4. Romanizada como <j>
5. Romanizada como <š> ou <sh>
6. Romanizada como <h>
7. Romanizada como <y>

Em manchu, são vinte as consoantes, mostradas com as convenções de transcrição usuais e, onde necessário, com o valor IPA. A consoante IPA “p” é rara e usada mais em palavras de origem não Manchu, como nas onomatopéias pak pik "pow pow". Essa consoante tem registros nas primeiras formas do idioma, tendo sido modificada para f (em Coreano esses sons se confundem). O fonema IPA “ŋ” é encontrado mais nas palavras que vêm do Chinês e em onomatopéias. É representado em Manchu pelo dígrafo “nk”, com a junção dos equivalentes Manchu para n e k. A consoante palatal que equivale o “ñ” é representado pelo dígrafo "ni", portanto sendo considerado como uma junção das consoantes “n” e “j”. Um estudo do histórico das línguas altaicas sugere que esse som palatal nasal do Manchu é muito antigo para ser considerado como uma simples junção de “n’ e ‘I” ou de “n’ e “j”, apesar de ser assim considerado na escrita Manchu.
Antigas descrições européias da Fonologia Manchu, em particular aquelas feitas por franceses, para os quais os contrastes entre "b" e "p", "d" e "t", "g" e "k" se caracterizam pela presença ou ausência de sonoridade, mais do que presença ou não de aspiração (ou ainda distinção entre “forte’ e “fraco”), chamavam o “b” Manchu de “p suave”, o “d” Manchu e “t suave” e o “g” Manchu de “k” suave, mostram que provavelmente a diferença de fonologia entre as consoantes sonoras (b, d, g, j) w as mudas, fracas (p, t, k, c) do Manchu de época mais moderna, já foram como as que existem em Mandarim Chinês para Aspiração ou não.
Estudiosos têm dúvidas acerca da existência de consoantes velares em duas formas alofônicas (palatal frontal e uvular posterior), supondo que isso seja algo que veio de uma interpretação de sons de antigas formas do alfabeto.
O som manchu IPA “s” tem a peculiaridade de ser falado de forma fricativa por alguns.

### Vogais manchus
| neutra | frontal | posterior |
| ------ | ------- | --------- |
| i      |         | o         |
| u      |         | ʊ (ū)     |
|        | e       | a         |

Nesse sistema de vogais, as “neutras” i e u podem aparecer em uma palavra junto a outra vogal ou vogais. A única vogal “frontal” e, geralmente pronunciada como o e do pinyin -Mandarin ou o eo/ŏ do Coreano, nunca aparece numa palavra que já tenha as vogais “posteriores” regulares o e a. A Vogal ū, pronunciada como o Coreano eu/ŭ é usada como vogal posterior, embora também possa aparecer junto com a vogal “frontal” e. Essa pronúncia do ū sempre foi muito controversa. Há estudiosos que acreditam que a pronúncia correta seria como uma frontal “redonda” quando inicial e posterior não “redonda” quando medial. No Xibe moderno a mesma tem a exata pronúncia do u.

#### Palavras de origem externa
A língua manchu sempre esteve aberta para incorporar uma grande quantidade de sons “não ativos” de origem externa, por exemplo, do mandarim. Sete símbolos especiais existem para as palavras que vêm do mandarim, as quais têm sons inexistentes no manchu. Aqui, alguns exemplos:
- Vogal alta não redonda – romanizada como Y – usada em palavras como sy (Templo Budista)  ou Sycuwan (Sichuan - cidade).
- Consoantes fricativas chinesas são representadas por símbolos de consoantes que só existem para essas palavras exteriores. É o caso de  dzengse (laranja) (Chinês chéngzi)  ou  tsun (polegada) (Chinês: cùn).
- Há palavras também que vêm, não do Chinês, mas do Mongol e que exigem símbolos para sons diferentes, tais como morin (cavalo) e temen (camelo).

#### Harmonia das vogais
A Harmonia das vogais encontrada na língua Manchu sempre foi descrita em termos da filosofia I Ching. Sílabas com vogais frontais são descritas como “Yin” e aquelas com vogais posteriores como “Yan”. Isso se deve ao fato do simbolismo da linguagem ver as ideias ou objetos femininos como vogais frontais e as ideias ou objetos masculinos como vogais posteriores. Desse modo há uma grande quantidade de pares de palavras nas quais a simples troca das vogais também troca o gênero da palavra. Exemplos: a diferença entre hehe (mulher) e haha (homem) ou ainda  entre eme (mãe) ed ama (pai) está apenas no contraste entre vogal frontal [e] para feminino e vogal posterior [a] para masculino.

## Gramática

### Sintaxe
As sentenças em Manchu apresentam a palavra Base (Substantivo em sentenças Nominais, Verbo em sentenças Verbais) no fim da mesma. Desse modo os adjetivos e sentenças Adjetivas sem precedem o Substantivo, assim como os argumentos do Verbo precedem o mesmo. Assim a estrutura é S-O-V (Sujeito, Objeto, Verbo).
A gramática da Língua Japonesa muito se aproxima do Manchu  o Linguista alemão Johann Joseph Hoffmann também apontou similaridades entre o Japonês, a Língua Mongol e o Manchu.
Manchu utiliza uma pequena quantidade de partículas marcadoras de Caso, similares às do Japonês e também Post-posições como Classe separada. O uso dos marcadores de Caso e das Post-posições pode ser visto a seguir:
bi tere niyalma+i emgi gene+he
Eu essa pessoa+(marcador Genitivo) com ir+(passado)
Eu fui com essa pessoa
No exemplo a Post-posição emgi que é o COM, exige um Argumento Nominal para o Caso Genitivo; Assim temos o Marcador do Genitivo i entre o Substantivo niyalma e a Post-posição.
A língua manchu usa muito a estrutura de converbos, assim como ocorre em línguas mongólocas e túrquicas. "Converbo" é uma forma finitiva de um verbo para expressar subordinação adverbial, noções como  'quando', 'porque', 'depois,', 'enquanto' etc.
Há uma grande quantidade de sufixos converbiais indicando a relação entre o verbo subordinado e o verbo finito que o segue. Ver, como exemplo, as frases seguintes:
tere sargan boo ci tuci+ke
Aquela mulher casa ABLATIVO, sair +PASSADO FINITO
Aquela mulher saiu da casa.
tere sargan hoton de gene+he
Aquela mulher cidade DATIVO ir + PASSADO FINITO
Aquela mulher foi para a cidade.
As duas sentenças acima podem ainda ser combinadas numa única usando Converbos paras relacionar a primeira ação com a segunda:
tere sargan boo ci tuci+fi, hoton de gene+he
Aquela mulher casa ABLATIVO sair +PASSADO.CONVERBO, cidade DATIVO ir + PASSADO FINITO
Aquela mulher, tendo saído de casa, foi para a cidade.
tere sargan boo ci tuci+cibe, hoton de gene+he
Aquela mulher casa ABLATIVO sair  + CONCESSIVO.CONVERBO, cidade DATIVO ir + PASSADO FINITO
Aquela mulher, considerando que saiu de casa, foi para a cidade.

### Casos em manchu
Em manchu, há seis casos, sendo que um deles (prolativo) ocorre apenas ocasionalmente no manchu clássico. Os casos são marcados por partículas que podem ser escritas junto ao substantivo modificado ou mesmo de forma separada. Essas partículas não seguem regras de harmonia entre vogais, não sendo reais posposições.
- ‘‘‘Caso Nominativo’‘‘ – usado quando o substantivo é o sujeito da frase. Não tem marcação (marca “0’ zero).

‘‘‘Caso Acusativo’‘‘ – usado para o Objeto Direto de uma fase. Por vezes é marcado perla particular be, ou não apresenta marcação. Percebe-se que a marcação tem um sentido de “Definido” para o Objeto. Há frases em Manchu Clássico que apresentam ao mesmo tempo o Objeto Marcado e Não marcado, indicando que a forma Acusativa Marcada é de uma temática diferente daquela do Acusativo Não marcado. Exemplo:
tere ba+i niyalma sukū+be gūlha+0 ara+mbi
Esse Local + GENITIVO povo pele + ACUSATIVO botas + ZERO.ACUSATIVO fazer  + IMPERFEITO.FINITO
o povo desse local faz botas de pele.
No exemplo, "botas" e "pele" tem duas diferentes marcações de Acusativo, uma vez que suas relações temáticas com o verbo são diferentes. Há, porém, casos em que os dois tipos de Acusativo podem ser tanto num como no outro Objeto.
- ‘‘‘Caso Genitivo’‘‘-’‘‘Instrumental’‘‘ – usado para indicar Posse ou Como algo é feito. É marcado pela partícula i ou pelo allomorfo ni, caso a palavra termine en -ng. Exemplo: abka-i cira (a expressão (facial) do Imperador – literalmente a “face do paraíso”) comparada com wang-ni moo (a árvore do Rei).  Também, o caso Genitivo indica um Substantivo que tem similarida com outro (ex. Algo com o que o Objeto ou sua Ação tem correlação). Exemplo:  akjan-i adali durgi-mbi (rugir como um trovão)).

- ‘‘‘Caso Dativo’‘‘-’‘‘Locativo’‘‘ – usado para marcar Locação, Tempo, Lugar ou Objeto Indireto. Marcado pela partícula de', nos Dialetos mais modernos do Manchu dos Xibe marca apenas o Locativo, não o Dativo.

- ‘‘‘Caso Ablativo’‘‘ – usado para indicar a Origem de uma ação ou uma base de Comparação, marcado pela partícula ci. No moderno Xcibe é usado como Dativo.

- ‘‘‘Caso Prolativo’‘‘ - usado para indicar a Origem de uma ação, marcado pela partícula deri.  Caso quase nunca usado em Manchu Clássico, em Xibe é usado como Ablativo.

Há 12 casos menos usados
- ’‘‘Caso Iniciativo’‘‘ - usado para indicar o ponto inicial de uma ação. sufixo -deri
- ’‘‘Caso Terminativo’‘‘ - usado para indicar o ponto final de uma ação. sufixo -tala/-tele/-tolo
- ’‘‘Caso Alativo Indefinido’‘‘  - usado para indicar “para um lugar, para uma ação” quando não se sabe se a ação vai atingir o local ou objetivo exato da ação. sufixo -si
- ’‘‘Caso Locativo Indefinido’‘‘ - usado para indicar “nun local, numa situação” quando não se sabe se a açãoao ocorre exatamente onde ou na situação. sufixo -la/-le/-lo
- ’‘‘Caso Ablativo Indefinido’‘‘ - usado para indicar 'from a place, from a situation' when it is unknown whether the action is really from the exact place/situation or around/near it. sufixo -tin
- ’‘‘Caso Acusativo Indefinido’‘‘ - usado para indicar que o contato da ação com o objeto não é cm cert eza completo. sufixo -a/-e/-o/-ya/-ye/-yo
- ’‘‘Caso Distributivo’‘‘ - usado para indicar “cada um de algo”. sufixo -dari
- ’‘‘Caso Essivo‘‘‘  - usado para indicar uma similaridade. sufxo -gese
- ’‘‘Caso Idêntico’‘‘ - usado para indicar que algo é o mesmo que qualquer outra coisa (indiferente). sufixo -ali/-eli/-oli (talvez venha de “Adali” – o mesmo)
- ’‘‘Caso Orientativo’‘‘ - usado para indicar "voltado para" (algom uma ação), indica s´a posição iniciaL, não ação em si. -ru
- ’‘‘Caso Revertivo’‘‘ - usado para indicar “de costas para” ou “contra” (algo)". Vem da Raiz 'ca' (cargi, coro, cashu-n, etc.) sufixo -ca/-ce/-co
- ’‘‘Caso Translativo’‘‘ - usado para indicar mudança de qualidade iou forma de algo sufixo -ri

Há, ainda, alguns sufixos como os formadores de adjetivos -ngga/-ngge/-nggo, que parecem marcadores de Casos (ex. -ngga, um marcador de genitivo), mas que já perderam suas funções, tendo ficado na palavra desde os tempos dos primeiros registros escritos do manchu clássico. Exemplo: agangga "pertencente à chuva" como em agangga sara (guarda-chuva) que vem de  aga (chuva).